# Pogrom d'Alexandrie de 66 apr. J.-C.
Le pogrom d'Alexandrie de 66 après J.-C. est un pogrom se déroulant à Alexandrie, en Égypte romaine, en 66 de notre ère, en parallèle du déclenchement de la première guerre judéo-romaine dans la Judée romaine voisine.

## Description
Avec la montée des tensions entre les Grecs et les Juifs, les Alexandrins organisent une assemblée publique pour délibérer sur l'envoi d'une ambassade à Néron. Un grand nombre de Juifs se rendent à l'amphithéâtre. En voyant les Juifs, les Alexandrins les attaquent. Ils tuent la majorité des Juifs et brûlent vifs ceux qui sont capturés. Les Juifs veulent se venger de ce que les Grecs ont fait et menacent de le faire par la violence. 
Le préfet romain d'Égypte, Gaius Caecina Tuscus (en), échoue à gérer les émeutes. En mai 66, Tuscus est remplacé par Tiberius Julius Alexander, lui-même issu d'une famille juive, qui parvient à contenir les émeutiers. Tiberius convoque en privé les principaux hommes juifs et les convainc de rester calmes et de ne pas provoquer l'armée romaine contre eux. Mais, les séditieux ne prennent pas la menace au sérieux et le réprimandent pour avoir émis de telles menaces. Le gouverneur comprend alors que ceux qui sont les plus agités ne seront pacifiés que par une grande calamité. Il envoie les deux légions romaines présentes dans la ville (la Legio III Cyrenaica et la Legio XXII Deiotariana), ainsi que 5 000 autres soldats, pour punir les Juifs. Ils ont la permission non seulement de les tuer, mais aussi de les dépouiller de leurs biens et de mettre le feu à leurs maisons. Les Romains n'ont aucune pitié pour les enfants, aucun égard pour les personnes âgées et continuent à massacrer des personnes de tous âges; plus de 50 000 Juifs gisent morts dans les rues. Tiberius Julius Alexander finit par avoir pitié des Juifs et ordonne l'arrêt des attaques.
Ce n'est qu'une des nombreuses émeutes qui éclatent non seulement à Alexandrie, mais aussi à Damas, à Césarée et dans de nombreux autres endroits,. Pendant les événements, le préfet Julius Alexander attaque le quartier juif de la ville.

## Perspective historique
Les tensions entre les Juifs et les Gréco-Romains à Alexandrie commencent après les émeutes de 38 de notre ère, suivies d'un autre événement violent en 55 de notre ère. Plus tard, les guerres judéo-romaines ont un grand impact sur Alexandrie, avec la principale communauté juive de la ville engagée dans d'intenses émeutes en 66 de notre ère. Une violence beaucoup plus grande survient 50 ans plus tard, en 117 de notre ère, lorsque les Juifs d'Alexandrie participent aux grandes perturbations de la guerre de Kitos, réussissant à détruire une grande partie de la ville grecque avant que l'armée romaine n'intervienne pour réprimer la révolte.